# IC 199
IC 199 је спирална галаксија у сазвјежђу Рибе која се налази на листи објеката дубоког неба у Индекс каталогу.
Деклинација објекта је + 9° 13' 38" а ректасцензија 2h 6m 19,4s. Привидна величина (магнитуда) објекта IC 199 износи 14,2 а фотографска магнитуда 15,0. IC 199 је још познат и под ознакама IC 1778, UGC 1594, MCG 1-6-41, CGCG 413-41, PGC 8026.